# Phantasmagoria (gruppo musicale)
I Phantasmagoria sono stati una band giapponese visual kei nata nel novembre 2004 a Osaka e scioltasi definitivamente nel 2010.

## Formazione

### Ultima
- Riku (戮) - voce
- Jun (JUN) - chitarra
- Iori (伊織) - chitarra
- Kisaki (KISAKI) - basso
- Matoi (纏) - batteria

### Ex componenti
- Shion (炽苑)  - batteria
- Mao - voce

## Discografia

### Album in studio
- 2005 - Splendor of Sanctuary
- 2006 - Subjective or Ideal
- 2006 - Synthesis Songs
- 2006 - Sign of Fragment
- 2007 - No Imagination
- 2010 - Seeds of Brain

### Raccolte
- 2007 - Requiem～Funeral Edition～
- 2007 - Requiem～Floral Edition～
- 2008 - Dejavu～Sanctuary Of Revival～
- 2011 - 「Wailing Wall」 2004-2010

### Singoli
- 2004 - "Material pain"
- 2004 - "Moonlight Revival"
- 2005 - "Never Rebellion"
- 2005 - "Never Rebellion - Fool's Mate Edition"
- 2005 - "Mikansei to Guilt" (未完成とギルト)
- 2006 - "Kousoukyoku~Variant Jihad~"(神創曲～Variant Jihad～)
- 2006 - "Kyousoukyoku~Cruel Crucible~"(狂想曲～Cruel Crucible～)
- 2006 - "Gensoukyoku~Eternal Silence~"(幻想曲～Eternal Silence～)
- 2006 - "Under the Veil"
- 2007 - "Vain"
- 2007 - "Kami Uta" (神歌)
- 2007 - "KISAKI CHRONICLE"
- 2008 - "Vanish..."
- 2010 - "Diamond Dust"